# Odorrana indeprensa
Espèce
Synonymes
- Rana indeprensa Bain & Stuart, 2006 "2005"

Statut de conservation UICN

 VU  : Vulnérable
Odorrana indeprensa est une espèce d'amphibiens de la famille des Ranidae.

## Répartition
Cette espèce est endémique de Thaïlande. Elle se rencontre, :
- dans la province de Nakhon Ratchasima dans le parc national de Khao Yai ;
- dans la province de Nakhon Nayok dans les environs de la chute Sarika.

## Étymologie
Le nom spécifique indeprensa vient du latin indeprensus, non découvert, en référence au fait que l'holotype est connu depuis 1969 mais est resté longtemps mal identifié.

## Publication originale
- Bain & Stuart, 2006 "2005" : A new species of cascade frog (Amphibia: Ranidae) from Thailand, with new data on Rana banaorum and Rana morafkai. Natural History Bulletin of the Siam Society, vol. 53, p. 3-16 (texte intégral).